# Victor Sproles
Victor Sproles (Chicago, 18 november 1927) is een Amerikaanse jazzbassist.

## Carrière
Victor Sproles is een veteraan in het jazzcircuit van Chicago. Hij werkte tijdens de jaren 1950 met Red Rodney (Modern Music from Chicago) en werkte mee aan de vroege albums van Sun Ra, waaronder Sound Sun Pleasure!, Super-Sonic Jazz en Sound of Joy. In 1957 begeleidde hij Stan Getz en Chet Baker bij hun gezamenlijke sessie Stan Meets Chet in Chicago voor Verve Records. In 1960 behoorde Sproles tot de Big Soul Band van Johnny Griffin, in 1961 speelde hij in de Experimental Band van Muhal Richard Abrams, in 1964 was hij kortstondig lid van The Jazz Messengers van Art Blakey met Lee Morgan, Curtis Fuller en John Gilmore ('S Make It). Rond 1967 begeleidde hij Lee Morgan bij diens albums The Rumproller en The Sixth Sense bij Blue Note Records, in 1968 de pianist Andrew Hill (Dance with Death). 1974 speelde hij in de bigband van Clark Terry en werkte hij mee aan het album Free Fall van Buddy DeFranco. In 1990 vertoefde hij twee maanden in Japan, waar hij optrad als trio met Tardo Hammer en Vernel Fournier. Sproles is bovendien te horen in opnamen van Carmen McRae, Odetta, Harold Ousley en Larry Willis.